# نورمن هیپی شده

تبلیغ نمایش نخست فیلم در روزنامه‌ی اطلاعات ۲۸ اسفند ۱۳۴۸

 چه چیزی برای هالو خوب است (به انگلیسی: What's Good for the Goose) نام فیلمی است که در ایران با عنوان نورمن هیپی شده به نمایش در آمده است. این فیلم یک فیلم کمدی بریتانیایی محصول سال ۱۹۶۹ میلادی به کارگردانی مناهم گولان و با بازی نورمن ویزدوم است.  

## بازیگران
- نورمن ویزدوم در نقش تیموتی بارتلت
- سلی گیسن
- سارا اتکینسون
- سالی بیزلی
- استوارت نیکول
- دِرِک فرانسیس
- ترنس الکساندر
- پل ویتسون-جونز
- دیوید لاج
- کارل لنچوری
- هیلاری پریچارد

## نمایش فیلم در ایران
فیلم نورمن هیپی شده برای بار نخست در تاریخ پنجشنبه ۲۹ اسفند ۱۳۴۸ خورشیدی (۲۰ مارچ ۱۹۷۰ میلادی) تحت عنوان برنامه نوروزی ۱۳۴۹ در سینما کاپری و برنامه افتتاحیه‌ی سینما سیلورسیتی (قلهک) در تهران به نمایش درآمد . این فیلم جایگزین فیلم گاو در سینما کاپری شد .
فیلم نورمن هیپی شده، پس از ۳ هفته و ۵ شب (۲۶ شب) نمایش، در سینماهای کاپری و سیلورسیتی تهران، در تاریخ چهارشنبه ۲۶ فروردین ۱۳۴۹ جای خود را به فیلم طلوع داد .